# Danilo Cargnello
Danilo Cargnello (Castelfranco Veneto, 1911 – Montagna in Valtellina, 1998) è stato uno psichiatra italiano, esponente della psichiatria fenomenologica.

## Biografia
Danilo Cargnello nacque nel 1911 a Castelfranco Veneto, provincia di (Treviso).
Dopo la laurea in Medicina e Chirurgia presso l'Università di Padova, si specializza in neurologia e psichiatria nello stesso ateneo. Dopo il secondo conflitto mondiale, consegue la libera docenza in clinica delle malattie nervose e mentali presso l'università patavina. Lavora quindi presso l'Ospedale psichiatrico di Vicenza e l'Ospedale psichiatrico di Teramo, del quale assume la direzione nei primi anni quaranta.
Dal 1945 al 1963 dirige l'Ospedale psichiatrico di Sondrio, dove lavora con il suo allievo Lorenzo Calvi, a cui segue la direzione degli istituti psichiatrici della provincia di Brescia fino al 1975.
Si occupa inizialmente delle nevrosi, seguendo gli studi di Alfred Adler, a cui fanno seguito contributi nell'ambito della neurologia, della psichiatria e della psicopatologia.
Fin dal 1947, ha approfondito l'aspetto antropo-fenomenologico dell'indirizzo psicopatologico di Ludwig Binswanger, la conoscenza del quale in Italia fu avviata in buona parte grazie a lui, e su cui scrisse il volume Alterità e alienità (1966, nuova ed. ampliata 1977). Approfondì anche lo studio di Viktor Emil von Gebsattel, Viktor Frankl (di cui presentò l'opera Logoterapia e analisi esistenziale), Eugène Minkowski, Erwin Straus e Paul Schilder (di cui introdusse il saggio Immagine di sé e schema corporeo).
Al nuovo indirizzo psichiatrico-fenomenologico Cargnello diede il nome di antropoanalisi, a cui poi aderirono, fra gli altri, Eugenio Borgna, Franco Basaglia, Bruno Callieri, Umberto Galimberti.
Morì a Montagna in Valtellina, in provincia di Sondrio, nel 1998.

## Opere
- La schizofrenia come turba della personalità, "Archivio psicologianeurologia psichiatrica", 8, 333 (1947)
- Sul problema psicopatologico della distanza, "Archivio psicologianeurologia psichiatrica", 14, 453 (1953)
- Antropoanalisi, "Neuropsichiatria", 17, 387 (1961)
- Antropoanalisi, in Enciclopedia della scienza e della tecnica, Mondadori, Milano 1963
- Alterità e alienità: introduzione alla fenomenologia antropoanalitica, Feltrinelli, Milano 1966; ivi, 1977; Fioriti, Roma 2010 ISBN 978-88-95930-14-5
- Antropologia e psicopatologia (a cura di), Bompiani, Milano 1967
- Il caso Ernst Wagner: lo sterminatore e il drammaturgo, Feltrinelli, Milano 1984 ISBN 978-88-95930-29-9, Fioriti, Roma, 2011 ISBN 978-88-95930-29-9
- Ludwig Binswanger e il problema della schizofrenia, Fioriti, Roma 2010 ISBN 978-88-95930-24-4